# Ionel Daniel Butunoi
Ionel Daniel Butunoi (n. 2 ianuarie 1975, Munteni, România) este un senator român, ales în legislatura 2012-2016 și în legislatura 2016-2020 pe listele PSD. În cadrul activității sale parlamentare în legislatura 2012-2016, Ionel Daniel Butunoi a fost membru în grupurile parlamentare de prietenie cu Republica Polonă și Malaezia. Ionel Daniel Butunoi a inițiat 80 de propuneri legislative din care 19 au fost promulgate legi. Ionel Daniel Butunoi a fost membru în următoarele comisii: 
- Comisia pentru apărare, ordine publică și siguranță națională (din feb. 2015)
- Comisia pentru transporturi și energie - Președinte (din sep. 2015)
- Comisia pentru cercetarea abuzurilor, combaterea corupției și petiții (iun. 2013 - sep. 2014)
- Comisia pentru egalitatea de șanse (până în mar. 2014)

În 2012-2016, Ionel Daniel Butunoi este  membru în grupurile parlamentare de prietenie cu Republica Finlanda, Regatul Danemarcei și Republica Algeriană Democratică și Populară. Ionel Daniel Butunoi a inițiat 48 de propuneri legislative din care 7 au fost promulgate legi